# میگ-۸
میکویان-گورویچ میگ-۸ (به انگلیسی: Микоян и Гуревич МиГ-8) یک هواپیمای ساختِ کارخانهٔ میگ در کشور اتحاد جماهیر سوسیالیستی شوروی است. این هواپیما برای نخستین بار در ۱۳ اوت ۱۹۴۵ میلادی مورد استفاده قرار گرفت.